# Zemljaki
Zemljaki (Земляки) è un film del 1974 diretto da Valentin Nikolaevič Vinogradov.

## Trama
I fratelli Gromov - Ivan e Semёn - dopo una lunga separazione si sono incontrati al funerale del padre. Un ragazzo gentile e laborioso Senka soffre di un amore non corrisposto per Valentina. La bellezza contadina diventa la colpevole della discordia tra i fratelli.